# Agabus serricornis
Agabus serricornis là một loài bọ cánh cứng trong họ Bọ nước. Loài này được Paykull miêu tả khoa học năm 1799.

## Hình ảnh

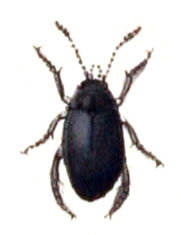